# Sirdal
Sirdal es un municipio en el condado de Agder, Noruega. Sirdal se separó de Bakke en 1849. Sirdal fue subdividida en Tonstad y Øvre Sirdal en 1905, pero estos fueron fusionados para crear Sirdal nuevamente en 1960.
Es el valle situado más en el oeste de Agder. En el extremo norte de su angosto lago llamado Siredalsvatn, se encuentra el centro administrativo del municipio en la localidad de Tonstad. Bjørnestad es otra población en Sirdal.

## Información general

### Nombre
En Nórdico antiguo el nombre es Sírudalr. El primer elemento es el caso genitivo del nombre del río Síra y el último elemento es dalr que significa "valle". Se desconoce el significado del nombre del río (pudiera ser "cauce fuerte").[cita requerida]

### Escudo
El escudo de armas es moderno, creado en 1986. El escudo muestra tres urogallos (Lagopus lagopus) como símbolo de las colinas, que constituyen la mayor parte del municipio. El urogallo es un ave típica de esta zona.

## Geografía

### Ubicación
Ubicada lejos de la costa, Sirdal limita con el condado de Aust-Agder por el noreste y con Rogaland por el oeste. Hacia el sur limita con el municipio de Flekkefjord y por el este con Kvinesdal. Sirdal es el municipio de mayor superficie de Vest-Agder. Entre los lagos de la región está el Gravatnet.

### Carreteras
En 1990, se abrió una carretera de montaña entre Sirdal a través del paso Suleskard y hacia el este hacia la vecina Brokke en Setesdal. La misma acorta la distancia desde Oslo a Stavanger por 110 km en el verano, y pasa por terrenos elevados erosionados por glaciares y por Rosskreppfjorden al ascender a más de 1000 m s. n. m.

## Economía
La principal fuente de ingresos de Sirdal es la Sira-Kvina Power Company, una empresa de energía hidroeléctrica.